# Chaetoconidium arachnoideum
Chaetoconidium arachnoideum är en svampart som beskrevs av Zukal 1887. Chaetoconidium arachnoideum ingår i släktet Chaetoconidium, divisionen sporsäcksvampar och riket svampar.   Inga underarter finns listade i Catalogue of Life.